# 温希凡
温希凡（1929年9月21日—2015年2月9日），辽宁法库人，中华人民共和国政治人物、教育家，吉林大学物理系创始人之一。

## 生平
1929年9月21日生于辽宁省法库县。1950年毕业于东北行政学院历史系；1952年参加吉林大学（原东北人民大学）物理系创建工作，先后任党支部书记、党总支书记、系副主任等职；1981—1984年任吉林大学党委副书记兼副校长；1984—1988年任党委书记；1988年调往南开大学任党委书记。
2015年2月9日因病医治无效逝世于天津，享年85岁。依其本人遗嘱，丧仪从简。